# Sul Rosa
Suelene Rosa da Silva, conhecida como Sul Rosa (Goiânia, 04 de setembro de 1994), é uma atleta brasileira.
Ela detém em seu currículo três títulos brasileiros juvenis de Corrida de Montanha realizado pela Confederação Brasileira de Atletismo  em 2011, 2012 e 2013. 
Em 2014, fez a sua estreia na categoria adulto e conquistou a medalha de prata no Campeonato Brasileiro de Corrida em Montanha. Ao longo de sua carreira já soma mais de setenta títulos em corridas vencidas em vários estados brasileiros. 
Ainda em 2014, fez a sua estreia na provas de nos Corrida com Obstáculos na prova XTreme Race, disputada em Atibaia-SP em 2016 competiu pela primeira vez a Spartan Race Brasil. Neste mesmo Evento atleta consagrou-se campeã brasileira na categoria Elite nos anos de 2017 e 2018. 
Em 2017 ela participou do Reality Show Exathlon Brasil realizado pela  Band com apresentação de Luís Ernesto Lacombe e foi uma dos principais destaques feminino, tendo duelado com grandes atletas olímpicos como Maurren Maggi e Daniele Hypólito dentre outras e tido o melhor aproveitamento, com 70,7% de vitórias. Tanto que em 2018 foi convidada especial da Tv mexicana Tv Azteca para participação no Exatlón México nos episódios Exatlón World Cup. 
Em setembro de 2018 conquistou a medalha de ouro no Campeonato Sul Americano de Corrida com Obstáculos na capital chilena Santiago da Spartan Race South American. 
Em setembro de 2019, tornou a conquistar a medalha de ouro no mesmo evento de 2018, Spartan Race South American, consagrando bicampeã Sul-Americana.
Em março de 2019 ingressou nas Forças Armadas do Brasil através do Programa de Alto Rendimento do Exército Brasileiro como 3º Sargento e atleta da modalidade de Pentatlo Militar.
Em maio de 2021 realizou a sua primeira competição na modalidade de Pentatlo Militar e conquistou a quinta colocação, inclusive tendo ficado entre as três melhores atletas nas provas de Lançamento de Granada e na Corrida de Cross Country.